# Salomona nigrifrons
Salomona nigrifrons är en insektsart som beskrevs av Willemse, C. 1923. Salomona nigrifrons ingår i släktet Salomona och familjen vårtbitare. Inga underarter finns listade i Catalogue of Life.